# Kroleveț-Slobidka, Novhorod-Siverskîi
Kroleveț-Slobidka (în ucraineană Кролевець-Слобідка) este un sat în comuna Șeptakî din raionul Novhorod-Siverskîi, regiunea Cernihiv, Ucraina.

## Demografie
Componența lingvistică a localității Kroleveț-Slobidka
     Ucraineană (100%)
Conform recensământului din 2001, toată populația localității Kroleveț-Slobidka era vorbitoare de ucraineană (100%).